# Substitutie (scheikunde)
Substitutie betekent in de chemie het vervangen van een atoom of atoomgroep door een ander atoom of atoomgroep. Er is dus altijd sprake van een chemische reactie tijdens een substitutie. Afhankelijk van het vervangen atoom en het atoom dat ervoor in de plaats komt dienen de reactieomstandigheden gekozen te worden.
In het spraakgebruik is het niet altijd noodzakelijk dat er naar een echte reactie verwezen wordt. De uitspraak "Vervangen van zuurstof door zwavel levert een kwalijk riekende verbinding op." betekent eerder: "Als je de rest van het molecule gelijk laat, geeft vervanging van zuurstof door zwavel toch duidelijk andere eigenschappen aan het molecule."

## Voorbeelden
- Substitutie van één zuurstofatoom door zwavel in sulfaat geeft thiosulfaat.
- Substitutie van waterstof in methaan levert achtereenvolgens chloormethaan, dichloormethaan, chloroform en tetra op.

## Reacties
Zoewel in de anorganische - als in de organische chemie worden reacties beschreven waarbij substitutie optreedt. In de organische chemie wordt daarbij onderscheid gemaakt in:
- Radicaalreactie
- Nucleofiele substitutiereactie
- Elektrofiele substitutiereactie
- Elektrofiele aromatische substitutie